# Polyplectropus altera
Polyplectropus altera là một loài Trichoptera trong họ Polycentropodidae. Chúng phân bố ở miền Australasia.